# Сілхет
Сілет (бенг. সিলেট, Ṣileţ) або Сілхет — одне з найбільших міст Бангладеш. Розташовано у Сілетській окрузі на північному сході Бангладеш, поблизу державного кордону з Індією. Населення муніципалітету — близько 463 198 чоловік (станом на 2008 рік). Площа — 26,50 км². Місто стало муніципалітетом 2009 року. Щільність населення — 17479 осіб/км².

## Клімат
Місто знаходиться у зоні, котра характеризується мусонним кліматом. Найтепліший місяць — серпень із середньою температурою 27.8 °C (82 °F). Найхолодніший місяць — січень, із середньою температурою 17.8 °С (64 °F).
| Клімат Сілета           | Клімат Сілета | Клімат Сілета | Клімат Сілета | Клімат Сілета | Клімат Сілета | Клімат Сілета | Клімат Сілета | Клімат Сілета | Клімат Сілета | Клімат Сілета | Клімат Сілета | Клімат Сілета | Клімат Сілета |
| Показник                | Січ.          | Лют.          | Бер.          | Квіт.         | Трав.         | Черв.         | Лип.          | Серп.         | Вер.          | Жовт.         | Лист.         | Груд.         | Рік           |
| Середній максимум, °C   | 25            | 27            | 30            | 31            | 30            | 30            | 30            | 31            | 30            | 30            | 28            | 26            | 29            |
| Середня температура, °C | 18            | 20            | 24            | 26            | 26            | 27            | 27            | 28            | 27            | 26            | 23            | 19            | 24            |
| Середній мінімум, °C    | 12            | 13            | 18            | 21            | 22            | 24            | 25            | 25            | 24            | 22            | 17            | 13            | 19            |
| Норма опадів, мм        | 11            | 26            | 105           | 348           | 557           | 812           | 800           | 621           | 513           | 242           | 25            | 8             | 4068          |
| Днів з дощем            | 2             | 4             | 9             | 16            | 20            | 22            | 25            | 22            | 18            | 8             | 2             | 1             | 149           |
| ----------------------- | ------------- | ------------- | ------------- | ------------- | ------------- | ------------- | ------------- | ------------- | ------------- | ------------- | ------------- | ------------- | ------------- |
| Джерело: Weatherbase    |               |               |               |               |               |               |               |               |               |               |               |               |               |